# Arc reflex

Arc reflex

Arcul reflex este cea mai lungă legătură parcursă de impulsul nervos de la receptor, nervul senzitiv la centrul nervos. Această înseamnă că impulsul nervos traversează o singură sinapsă pe traiectul nervos senzitiv spre neuronii ale măduvei spinării. În acest caz se vorbește de o formă de act reflex cu o monosinapsă. Circuitul arcului se închide prin răspunsul care sosește din măduva spinării pe calea nervului motor spre mușchi, acest fenomen este numit un sistem input/output.
Se deosebesc două tipuri de arce: arcul reflex autonom (care afectează organele interne) și arcul reflex somatic (care afectează mușchii). Reflexele autonome implică uneori măduva spinării, iar unele reflexe somatice sunt mediate mai mult de creier decât de măduva spinării.
Există o metodă de diagnostic pentru stabilirea reflexelor, după viteză sau intervalul de timp în care se petrece acest fenomen.